# Мушки летающие
Мушки летающие (лат. muscae volitantes) — возникновение в поле зрения структур разного размера и формы, движущихся при движении глаза. Лучше всего видны на равномерно освещенном белом фоне. Вызвано помутнением волокон стекловидного тела, наблюдаемым человеком в виде нитей, «мотков шерсти», точечных, зернистых, порошковидных, узелковых или игольчатых включений. Данное явление называют «плавающими помутнениями» (англ. floaters), «гусеницами» и даже «бактериями». Также известно как «мушки, паутинки, точки, чёрточки, пыль в глазах» со слов пациентов.
Мушек летающих могут видеть все здоровые люди, люди средних лет и преклонного возраста. Но намного чаще это связано с различными заболеваниями, например, миопией, неврастенией, отклоняющимся от нормы метаболизмом, задней отслойкой стекловидного тела, болезнями, приводящими к дистрофическим заболеваниям глаз. При близорукости и у людей преклонного возраста и не только мушки летающие могут быть вызваны деструкцией стекловидного тела (ДСТ; лат. myodesopsia).

## Описание
Стекловидное тело представляет собой прозрачное бессосудистое студенистое вещество, заполняющее полость глаза между сетчаткой и хрусталиком. В норме стекловидное тело полностью прозрачно. Жидкая часть стекловидного тела состоит из вязкой гиалуроновой кислоты, следов сывороточных белков, аскорбиновой кислоты, солей и других веществ и заключена в каркас из тонких белковых фибрилл.
Деструкция стекловидного тела представляет собой изменение сетчатого строения стекловидного тела глаза за счёт того, что отдельные волокна утолщаются и теряют прозрачность. В случаях, связанных с разжижением стекловидного тела, его волокна зачастую слипаются между собой, образуя переплетения, принимающие вид «осьминогов», «пауков», «хромосомы», «пальмы» и т. п. Разжижение стекловидного тела — разделение комплекса «гиалуроновая кислота — коллаген», при котором стекловидное тело теряет однородность, разделяясь на две фракции: густую и жидкую. При разжижении стекловидного тела кроме мушек наблюдаются так называемые «вспышки» или «молнии», являющиеся аномальной реакцией зрительного нерва на присутствие в стекловидном теле «оптических пустот», воспринимающихся мозгом как «молнии» или «вспышки».
Помутнения особенно хорошо видны на фоне яркой, чистой поверхности, например на фоне яркого неба, снега или освещённой белой стены и потолка, при прищуривании, а также в когерентных лучах. При слабом освещении и неоднородности окружающего пространства, помутнения человеком обычно вообще не замечаются. Однако, если человек всё-таки их замечает, они могут являться причиной сильного раздражения. Из-за движения мутных частиц вслед за движением глаза бывает трудно сфокусировать взгляд на подобной частице и рассмотреть её как следует.
Деструкция стекловидного тела в виде серебряного или золотого дождя возникает при наличии кристаллических включений холестерина, солей кальция, магния и фосфора у больных пожилого возраста с нарушением холестеринового обмена и сопутствующим сахарным диабетом. При биомикроскопии определяются блестящие частички, «серебряный (золотой) дождь» или «танцующие снежинки», которые перемещаются при движении глазных яблок. Эти кристаллы имеют разную величину, форму (в виде точек, шариков, пластин), цвет (белоснежный, золотистый, коричневый).
Говоря о «мушках» в глазах, часто люди путают симптомы деструкции стекловидного тела с временными оптическими эффектами, как например, «отпечаток негатива», остающийся при взгляде на солнце или другой источник яркого света, или «искорки», возникающие при поднятии тяжестей, резком изменении артериального давления, ударах в голову. Плавающие помутнения при деструкции стекловидного тела в условиях освещённости видны всегда, имеют стабильную форму, оставаясь одними и теми же «мушками» (того же размера и формы за сравнительно небольшой промежуток жизни человека).

## Причины
Деструкция стекловидного тела вызывается целым рядом причин. Наиболее распространёнными из них являются возрастные изменения стекловидного тела; последние чаще начинаются в возрасте 40-60 лет. Среди других причин, которые могут привести к деструкции, можно отметить различные сосудистые нарушения (в том числе артериальная гипертензия, дистрофические изменения сосудов), интенсивные эндокринные и метаболические изменения (пубертатный период, беременность, приём гормональных препаратов) и заболевания (сахарный диабет), травмы головы, травмы глаз и носа (в том числе операции глаз и носа), физическое истощение, дистрофия, частые и длительные нагрузки глаз, затяжные физические и психоэмоциональные стрессы, последствия перенесённых инфекций, паразиты (токсоплазмоз), высокий уровень радиационного и токсического воздействия на организм.
Резкое появление «летающих мушек» может являться предвестником отслоения сетчатки или стекловидного тела. При этом кроме «мушек» у людей наблюдается что-то вроде вспышек света или «молний» за счёт образовавшихся в стекловидном теле пустот. Отслоение сетчатки является серьёзной патологией, грозящей полной потерей зрения.

## В художественной литературе
- Иван Бунин в рассказе «Веселый двор» (1911), повествуя о героине произведения Анисье, дал яркое описание мушек летающих:

 А поднимешь глаз на облачное небо — плывет, плывет стеклянный червячок, плывут стеклянные мушки, и никак не поймаешь, не задержишь их на месте: только остановишь взгляд, а червячок уж соскользнул куда-то — и опять плывет кверху, скользит, поднимаясь, и множатся, множатся мушки… — http://bunin.niv.ru/bunin/rasskaz/veselyj-dvor.htm
- В романе Леонида Соловьёва «Очарованный принц» (1954) Ходжа Насреддин уверяет Агабека, что «стеклистые червячки» — души погибших.

— Откуда ты знаешь, что они ко мне пристают?
— Потому что они могут быть всё-таки слегка видимы для изощрённого зрения. Чуть-чуть, едва приметно… так, что-то вроде стеклистых червячков, плавающих в воздухе. Я давно их замечал над тобою. Да ты, вероятно, и сам их видел не раз, только не знал — кто они?
Так как Агабек был весьма толст и грузен, то, конечно, часто видел как бы плавающих перед глазами в воздухе стеклистых червячков, особенно когда приходилось ему нагибаться и снова выпрямлять спину.
— Да, видел… Но я полагал, что это от излишней крови.
— Если бы это происходило от излишней крови, тогда бы они представлялись тебе красными, ты же видишь их прозрачными, как бы бесплотными,— рассудительно ответил Ходжа Насреддин.

Против столь очевидного довода Агабек ничего не мог возразить.— http://pers.narod.ru/text/nasreddin/book2.html#131

## Прогноз
Прогноз развития условно благоприятный, обычно объём и вид помутнений стабилизируется после периода их возникновения и развития продолжительностью в несколько месяцев. При этом ремиссии в течение заболевания, как правило, не происходит, плавающие помутнения остаются в полости глаза в терминальном состоянии. Традиционно в офтальмологии считается, что заболевание не влияет на трудоспособность и не приводит к развитию опасных для здоровья пациента осложнений. На практике развитие достаточно плотных, непрозрачных помутнений стекловидного тела значительно ухудшает качество жизни пациента. Плавающие помутнения постоянно находятся в движении и различным образом препятствуют рассматриванию предметов и выполнению ежедневных занятий, рабочих обязанностей. В результате постоянное напряжение при смотрении и необходимость очищать поле зрения от помутнений движениями глаз и головы приводит к ежедневной перегрузке зрительного органа и шейного отдела позвоночника. У пациентов развиваются устойчивые депрессивные состояния, связанные с постоянной тревожностью, возможна социопатия в связи с серьёзными трудностями при эксплуатации зрительного органа.
Тем не менее, в большинстве случаев, пациенты, если не перестают замечать помутнения в течение 6-12 месяцев, то как минимум психологически приспосабливаются к ним. 
Не рекомендуется таскать тяжести и делать резкие движения. При неблагоприятном строении глаза последствия резких движений при ДСТ (например: просто имитация ударов руками в воздухе, литературное: «рубанул воздух рукой») могут быть очень тяжёлыми, известен случай разрыва сетчатки с последующим прогнозом потери зрения в пенсионном возрасте.

## Лечение
Из нынешних хирургических вмешательств можно выделить:
- Витрэктомия (частичное или полное удаление стекловидного тела с последующей заменой его на газ или физраствор, которые замещаются затем внутриглазной жидкостью, силикон используют только в случаях отрыва сетчатки, чтобы добиться её прилежания, затем силикон удаляется).
- Витреолизис YAG-лазером (расщепление видимых помутнений лазером).

Медикаментозное, временное/симптоматическое лечение:
- VDM Project в 2021 году объявила о начале испытания атропина в низких дозировках, как инструмента позволяющего облегчить симптомы данного заболевания. Также проект подал 6 заявок на гранты в разные государственные и частные структуры, с просьбой поддержать их текущие исследовательские проекты.

Возможные/гипотетические, альтернативные варианты лечения в будущем:
- На начало 2021 года, с подачи Министерства труда и энергетики Германии был запущен проект под названием XFloater, который исследует возможное прицельное использование фемтосекундного лазера вблизи сетчатки при помощи последних разработок в сфере ОСТ. Публикование результатов запланировано на второй квартал 2022 года. Исследования на людях не запланированы. По оценке представителей проекта, данная технология будет доступна на рынке уже через 6-10 лет.
- VDM Project возглавляемый Калифорнийским ученым Dr. Sebag совместно с группой ученых из Университета Гента в Бельгии разрабатывает новый метод в нано-медицине с использованием частиц золота. В 2021 году были проведены первые исследования на кроликах, чтобы подтвердить In vivo отсутствие токсикологического эффекта на ретину живых существ со стороны частиц золота 10 nm. (По заявлению самого J. Sebag данный метод может стать реальной альтернативой хирургической операции уже через 5-7 лет).